# Захар Беркут (повесть)
«Захар Беркут. Образ общественной жизни Карпатской Руси в XIII веке» (укр. Захар Беркут. Образ громадського життя Карпатської Русі в XIII столітті) — историческая повесть Ивана Франко о борьбе древних карпатских общин против нашествия монголов и социального угнетения. Повесть написана в период с 1 октября по 15 ноября 1882 года на конкурс, объявленный львовской газетой «Заря» Королевства Галиции и Лодомерии (1772—1918), и в 1883 году впервые издана в ней же.

## Сюжет
События, описанные в книге, происходят в 1241 году. Боярин Тугар Волк приезжает с дочерью Мирославой на Тухольщину в Карпатах, где князь Даниил подарил ему земли. Максим, сын местного старейшины Захара Беркута, и боярская дочь влюбились друг в друга, но Тугар Волк категорически против их отношений.
Боярин, пытаясь узурпировать власть, вступает в конфликт с общиной тухольцев, которые привыкли жить независимо. Противостояние достигает апогея, когда Тугар Волк во время совета убивает Митька Воина, который должен был свидетельствовать против него. После случившегося община прогоняет убийцу. Оставив отряд защищать свой дом, боярин вместе с Мирославой едет к монголам, на сторону которых перешёл ещё во время битвы на Калке.
Впоследствии Тугар Волк сопровождает десятитысячное монгольское войско под командованием Бурунды, которое отправилось на Тухольский перевал. В столкновении с передовыми монгольскими отрядами Максим Беркут попадает в плен. Вскоре, по совету Захара Беркута жители перекрыли реку. Место, в котором находились монголы, начало быстро затапливаться. Бурунда предлагает обменять жизнь Максима на свободу, но ему отказывают. Тогда он замахивается, чтобы убить пленного, но Тугар Волк отрубает ему руку, спасая Максима.
Тугар Волк, Бурунда и десятитысячное войско монголов погибают, но Максиму удаётся спастись. Предчувствуя близость смерти, Захар Беркут произносит пророческие слова: «Общественное единство, благодаря которому была одержана победа, будет потеряно, тяжёлые времена наступят для народа, но со временем оно возродится и наступят счастливые времена его восстановления».

## Персонажи
- Захар Беркут — тухольский старейшина, знахарь. Всю жизнь отдал служению обществу. В юности три года учился на врача у монаха Акинтия и путешествовал по Руси.
- Захар Беркут. Скульптор Владимир Лупийчук. Резьба по дереву. Коллекция Збаражского замкаМаксим Беркут — младший сын Захария, принял идеалы отца, храбро сражался в первой схватке с монголами. Влюблён в боярскую дочь Мирославу.
- Тугар Вовк — боярин, которому князь подарил земли Тухольщины. Считает себя выше общества и хочет установить новые порядки. Отказывается отдавать Мирославу за Максима, так как считает простого смерда недостойным боярской дочери. Выдал монголам планы русской дружины накануне битвы на Калке, и снова становится предателем, приводя монголов к Тухле.
- Мирослава — дочь Тугара Вовка. Не разделяет родительского отношения к простым крестьянам и отвечает взаимностью Максиму на его чувства. Неудачно отговаривает отца от измены и сама переходит на сторону тухольцев.
- Бурунда — монгольский военачальник, отличающийся силой и жестокостью, но не военной мудростью. Ведёт десятитысячное войско на тухольский перевал

## Экранизация
- Фильм режиссёра Иосифа Роны 1929 года.
- На основе повести в 1971 году был снят одноимённый фильм.
- 10 октября 2019 года вышла вторая экранизация этой повести.

## Рецензии
- Повість І. Франка «Захар Беркут» і сучасна Україна (укр.)
- І. Франко «Захар Беркут». Історична основа повісті — героїчна боротьба народу Русі в XIII ст. проти татаро-монгольських нападників (укр.)